# Liste der Landschaftsschutzgebiete in Wolfsburg
Die Liste der Landschaftsschutzgebiete in Wolfsburg enthält die Landschaftsschutzgebiete der kreisfreien Stadt Wolfsburg in Niedersachsen.
| Bild | Nummer        | Bezeichnung des Gebietes                     | Fläche in Hektar | WDPA-ID | Koordinaten | Datum der Verordnung |
| ---- | ------------- | -------------------------------------------- | ---------------- | ------- | ----------- | -------------------- |
|      | LSG WOB 00001 | Rothehofer Forst, Klieversberg und Detmerode | 878,60           | 323986  | Position    | 1971                 |
|      | LSG WOB 00004 | Schlosspark Alt-Wolfsburg                    | 15,60            | 324203  | Position    | 1971                 |
|      | LSG WOB 00005 | Wolfsburger Moor, Butterberg und Lerchenberg | 132,80           | 325932  | Position    | 1971                 |
|      | LSG WOB 00006 | Tiefes Moor                                  | 40,00            | 325171  | Position    | 1977                 |
|      | LSG WOB 00007 | Hackebusch-Kalkberge                         | 16,20            | 321297  | Position    | 1938                 |
|      | LSG WOB 00008 | Hattorfer Holz                               | 443,40           | 321428  | Position    | 1942                 |
|      | LSG WOB 00009 | Hohnstedter Holz und Wilshop                 | 480,00           | 321723  | Position    | 1950                 |
|      | LSG WOB 00010 | Allertal – Barnbruch                         | 150,00           | 319488  | Position    | 1939                 |
|      | LSG WOB 00011 | Drömling                                     | 32,80            | 320434  | Position    | 1966                 |
|      | LSG WOB 00012 | Mittlere Schunter                            | 265,00           | 322993  | Position    | 1977                 |